# Loris Cecchini
 (janvier 2018).
Si vous disposez d'ouvrages ou d'articles de référence ou si vous connaissez des sites web de qualité traitant du thème abordé ici, merci de compléter l'article en donnant les références utiles à sa vérifiabilité et en les liant à la section « Notes et références ».
Pour les articles homonymes, voir Cecchini.
Né à Milan (Italie) en 1969, Loris Cecchini est un artiste italien, qui vit et travaille à Berlin (Allemagne). 

## Biographie
Loris Cecchini grandit auprès de ses oncles, comédiens de profession, et est très tôt fasciné par le monde des coulisses. Il étudie à l'Institut d'Art de Sienne (Italie), puis à l'Académie des Beaux-Arts de Florence (Italie) et de Brera à Milan.

Son travail mêle collages et maquettes architecturales détaillées, objets en caoutchouc, caravanes et cabanes réinventées, espaces structurellement distordus, recouvrements et surfaces prismatiques, transparentes, installations modulaires, «extruding bodies», une manifestation physique d'une pulsation évoquant des fluides. Il explore ludiquement une reconfiguration de notre sens de l'espace et de notre contact avec l'environnement. Il associe des éléments de champs interdisciplinaires variés, de la chimie aux technologies innovantes comme le numérique. Loris Cecchini a exposé dans de musées comme le Palais de Tokyo à Paris (France), le Musée d’Art Moderne de Saint-Étienne Métropole (France), le MoMA PS1 à New York (États-Unis) le Shanghai Duolun MoMA (Chine), le Casal Solleric Museum de Palma de Majorque (Espagne), le Centro Gallego de Arte Contemporanea à St-Jacques-de-Compostelle (Espagne), le Kunstverein à Heidelberg (Allemagne), la Teseco Foundation de Pise (Italie), le Quarter o Florence (Italie), le Centre for Contemporary Art Luigi Pecci de Prato (Italie) et bien d'autres.
Parmi ses expositions de groupe, on compte les 56e, 51e et 49e International Art Exhibition de la Biennale de Venise, 6e et 9e Biennales de Shanghai, 15e et 13e Quadriennales de Rome, la Biennale de Taiwan à Tapei, la Biennale de Valence, la 12e Biennale Internationale de Sculpture de Carrare, etc.
Son travail est conservé dans d'importantes collections. Il a créé des installations permanentes dans des lieux spécifiques, en particulier à la Villa Celle à Pistoia et dans la cour du Palazzo Strozzi à Florence, en 2013 à la Boghossian Foundation de Bruxelles et au Cleveland Clinic's Arts and Medicine Institute (États-Unis), en 2014 à la Arnaldo Pomodoro Foundation à Milan (Italie) et aux Terrasses du Port à Marseille (France).
Depuis 2005, il a gagné plusieurs récompenses artistiques dont le Premio Giovane Arte 2004/2005 (DARC, MAXXI, Biennale de Venise), le Premio Agenore Fabbri e Fondazione VAF. En 2011, il a remporté le Premio Moroso 2006 et le Premio Francesca Alinovi, ainsi qu'en 2014, le Premio Arnaldo Pomodoro per la scultura (Italie) et le ArtPrize, sélection pour le prix du jury, GRAND RAPIDS, Michigan (États-Unis).
Il a fondé deux associations à but non-lucratif avec d'autres artistes, Made in Filandia en Italie, et Peninsula e.V à Berlin.

## Œuvres
- Loris Cecchini, Modulo e modello, I quaderni, Premio Arnaldo Pomodoro per la scultura, (Italian/English) 2014
- Loris Cecchini, Galleria Continua Beijing (English/ Chinese). 2013
- Loris Cecchini, Photology, Milan 2011
- Loris Cecchini – Dotsandloops, Skira editore, Milan (Italian/English/French) 2009
- Loris Cecchini, Skip_intro.01,Ultracontemporary Art Books, Brescia, 2008 (Italian/English) 2008
- Loris Cecchini-Cloudless, Galleria Continua Beijing(Italian/English/ Chinese) 2006
- Loris Cecchini, Monologue Patterns, Photology, Milan (Italian/English) 2005
- Loris Cecchini, Estructura de monólogo, Museu Casal Solleric, Palma de Mallorca 2004
- Loris Cecchini - Sketchbook, drawings.projects.works 2000-2003, Florence, Maschietto 2003
- Loris Cecchini, Heidelberg, Heidelberger Kunstverein 2001
- Loris Cecchini, Galleria Continua, San Gimignano 2000
- Loris Cecchini, Santiago de Compostela, Centro Galego Arte Contemporánea 2000
- Loris Cecchini : Cargo, Naples, Associazione Percorsi, Museo di Castel Nuovo 2000
- Loris Cecchini, Köln, Istituto Italiano di Cultura 1999
- Loris Cecchini - Pause in Background, Caserta, Galleria Studio Legale 1997